# IC 1436
IC 1436 је елиптична галаксија у сазвјежђу Водолија која се налази на листи објеката дубоког неба у Индекс каталогу.
Деклинација објекта је - 10° 11' 29" а ректасцензија 22h 13m 51,3s. Привидна величина (магнитуда) објекта IC 1436 износи 14,8 а фотографска магнитуда 15,8. IC 1436 је још познат и под ознакама MCG -2-56-24, NPM1G -10.0652, PGC 68337.